# Campionati francesi di ski cross 2019
I Campionati francesi di ski cross 2019 si sono svolti a Val Thorens il 26 marzo. Il programma ha incluso sia la gara femminile che la gara maschile. 
Trattandosi di competizioni valide anche ai fini del punteggio FIS, vi hanno partecipato anche sciatori di altre federazioni, senza che questo consentisse loro di concorrere al titolo nazionale francese.

## Risultati

### Uomini
| Pos. | Atleta                | Nazione |
| ---- | --------------------- | ------- |
| 1    | Bastien Midol         | Francia |
| 2    | Jean-Frédéric Chapuis | Francia |
| 3    | Christoph Wahrstötter | Austria |
| 4    | Jonathan Midol        | Francia |

### Donne
| Pos. | Atleta                   | Nazione |
| ---- | ------------------------ | ------- |
| 1    | Marielle Berger Sabbatel | Francia |
| 2    | Alizee Baron             | Svezia  |
| 3    | Amelie Schneider         | Francia |
| 4    | Sandy Bremond            | Francia |